# میگل کاردونا
میگل آنجل کاردونا (متولد ۱۱ ژوئیه ۱۹۷۵) یک معلم آمریکایی است که به عنوان دوازدهمین وزیر آموزش ایالات متحده تحت ریاست جمهوری جو بایدن از سال ۲۰۲۱ تا ۲۰۲۵ فعالیت می‌کرد. او که یکی از اعضای حزب دموکرات است، در ۱ مارس ۲۰۲۱ توسط سنای ایالات متحده با رای ۶۴ به ۳۳ تأیید شد کاردونا قبلاً به عنوان رئیس اداره کل آموزش ایالت کنتیکت از سال ۲۰۱۹ تا ۲۰۲۱ خدمت کرده‌است.
کاردونا که اهل مریدن، کنتیکت است، کار خود را به عنوان معلم کلاس چهارم در مدرسه ابتدایی اسرائیل پوتنام در مریدن آغاز کرد. در سال ۲۰۰۳ و در بیست‌وهفت سالگی، او به عنوان مدیر مدرسه هانوور در مریدن منصوب شد که او را به جوانترین مدیر مدرسه در این ایالت تبدیل کرد.